# Linsang africà
El linsang africà (Poiana richardsonii) és una espècie de linsang de la família dels vivèrrids. Els linsangs africans (Poiana richardsonii) són endèmics de l'oest d'Àfrica. Viuen des de Sierra Leone fins al nord del Congo. També viuen a l'illa de Bioko (antigament coneguda amb el nom d'illa de Fernando Poo). Aquest tàxon fou anomenat en honor del metge i explorador britànic John Richardson.

## Descripció
El linsang africà és un membre relativament petit dels vivèrrids. La longitud mitjana del cap i el cos es troba entre 33 i 38 centímetres, mentre que la de la cua oscil·la entre 35 i 40. Té una alçada aproximada a l'espatlla d'entre 15 i 18 centímetres, i un pes que varia entre 500 i 700 grams. No s'han registrat diferències de mida entre mascles i femelles. Els linsangs africans tenen cossos esvelts, amb orelles mitjanes arrodonides i triangulars, ulls de mida mitjana, i un musell puntegut.
El color del pelatge varia del groc pàl·lid al marró grisenc o marró ataronjat a la part dorsal del cos. El color del ventre, més clar, varia del blanc al crema. La part dorsal té taques arrodonides o ovalades de color marró fosc o negre. Aquestes taques estan disposades en 4 o 5 fileres irregulars a cada banda del cos. Les taques de l'espatlla i l'esquena sovint es fusionen donant lloc a ratlles. Ocasionalment tenen una ratlla negra i prima, que va des de la part superior del nas (entre els ulls) fins al naixement de la cua. La cua llarga i cilíndrica té entre 10 i 14 anells negres que varien d'amplada. L'extrem de la cua pot ser tant negre com més clar.
Les potes són curtes, sent les anteriors lleugerament més curtes que les posteriors, les quals són de color negre a la part inferior. Les plantes dels peus són peludes, excepte a les gemmes dels dits. Tenen 5 dits a les quatre potes, dotats d'urpes corbades i parcialment retràctils.
Tenen unes canines primes, unes premolars puntegudes i esmolades, i unes dents molars relativament petites. La mandíbula inferior d'aquesta espècie destaca per ser feble. La seva dentadura està formada per 40 dents ({\displaystyle {\tfrac {3.1.4.2}{3.1.4.2}}}).
El linsang africà es distingeix dels linsangs asiàtics (gènere Prionodon), pel fet que les taques dels seus parents asiàtics són més petites i no formen ratlles, amb l'excepció del cap i l'espatlla. També tenen glàndules perineals que els linsangs asiàtics no tenen. Els linsangs africans es diferencien de les genetes (gènere Genetta) en la manca de l'última molar, les quals encara conserven les genetes.

## Ecologia
Viuen als boscos del Congo, i també als de l'oest d'Àfrica entre Gabon i Sierra Leone. Ha estat principalment documentat als boscos d'aquests països. A la selva d'Irangi, a l'est del Congo, se'ls ha vist en alçades al voltant dels 950 metres sobre el nivell del mar, mentre que a la selva de Makokou, al nord-est de Gaon, viuen en alçades entre els 300 i 500 metres.
Els linsangs africans són completament nocturns i poden viure en solitari o en parelles. Són criatures arborícoles, que construeixen nius principalment amb fulles sobre les quals dormen durant uns pocs dies, abans d'abandonar-los i construir-ne un de nou. El niu es troba generalment a uns 2 metres del terra. Ocasionalment, diversos linsangs poden ocupar el mateix niu.
Els linsangs africans són animals omnívors. La seva dieta variada, inclou insectes, cries d'ocells, nous de cola, fruits i altres vegetals. També s'alimenten de petits vertebrats, encara que no representen la major part de la seva dieta.
El sistema de reproducció d'aquesta espècie no ha estat estudiat, i és poca la informació que es té en aquest sentit. Malgrat això, se sap que les femelles poden tenir 1 o 2 ventrades per any, en els quals donen a llum 2 o 3 cries. S'ha observat una femella lactant durant el mes d'octubre.
Actualment no es té informació sobre la cria dels cadells d'aquesta espècie. No obstant això, com a mamífers, es pot suposar que les femelles proporcionen llet a les seves cries. La majoria de carnívors neixen altricials, per tant és probable que succeeixi el mateix en el cas dels linsangs africans. Els joves carnívors acostumen a ser criats per les mares en alguna mena de niu o cau, fins que aquests són capaços d'acompanyar en la recerca d'aliment. És també probable que succeeixi així en el cas del linsang africà.
Es desconeix l'esperança de vida d'aquesta espècie a la natura, encara que un individu en captivitat visqué 5 anys i 4 mesos. Les activitats humanes com la desforestació, l'agricultura, la mineria i la caça, han limitat l'esperança de vida d'aquesta espècie i han provocat una ràpida disminució del nombre d'individus als boscos de Libèria.
La comunicació entre individus d'aquesta espècie no ha estat estudiada. Donat que tenen glàndules anals, es pressuposa que fan servir senyals olfactius per comunicar-se. En les genetes, les glàndules anals secreten un líquid que té una olor com d'humitat. Els vivèrrids, generalment secreten una olor desagradable de les glàndules anals com a mecanisme de defensa, dels quals també se sap que utilitzen algunes vocalitzacions i que tenen una vista molt bona. Sens dubte, es produeix una comunicació tàctil entre individus de linsang africà que comparteixen un niu, com són les parelles, i entre les mares i les seves cries.
Els humans són els únics predadors coneguts d'aquesta espècie. Generalment són caçats per la seva pell tacada i, poc freqüentment, per la seva carn. Es desconeix si té altres predadors, encara que tenint en compte la seva mida, podrien ser presses de predadors nocturns com els mussols, grans carnívors i grans serps.
Es desconeix si són econòmicament important per l'home. Els natius de Libèria fan bosses de medecines amb la seva pell. La comunitat musulmana nigeriana de Bioko fa servir el seu pelatge per fer carteres i collarets. Són de l'interès dels habitants locals perquè la seva pell és considerada atractiva i pot ser utilitzada com a decoració. Es desconeix si els linsangs africans són utilitzats com a mascotes.

## Estat de conservació
A causa de la raresa d'aquesta espècie, es creu que està en perill d'extinció, encara que no hi ha suficients dades per estar-ne segurs. El 2000, un individu fou fotografiat diverses vegades, i el 2001, es trobaren dues pells penjades a l'entrada d'una vila. Martin Eisentraut, un especialista en mamífers alemany, va descriure el linsang africà com: definitivament no estrany a Fernando Po.